# Lacconectus merguiensis
Lacconectus merguiensis är en skalbaggsart som beskrevs av Michel Brancucci 1986. Lacconectus merguiensis ingår i släktet Lacconectus och familjen dykare. Inga underarter finns listade i Catalogue of Life.